# 232 Russia
232 Russia è un asteroide della fascia principale del diametro medio di circa 53,28 km. Scoperto nel 1883, presenta un'orbita caratterizzata da un semiasse maggiore pari a 2,5500290 UA e da un'eccentricità di 0,1778104, inclinata di 6,07101° rispetto all'eclittica.
Il suo nome fu dedicato alla Russia.